# Liste von Burgen, Schlössern und Festungen im Département Gironde
Die Liste von Burgen, Schlössern und Festungen im Département Gironde listet bestehende und abgegangene Anlagen im Département Gironde auf. Das Département zählt zur Region Nouvelle-Aquitaine in Frankreich.

Wappen des Départements Gironde (33)
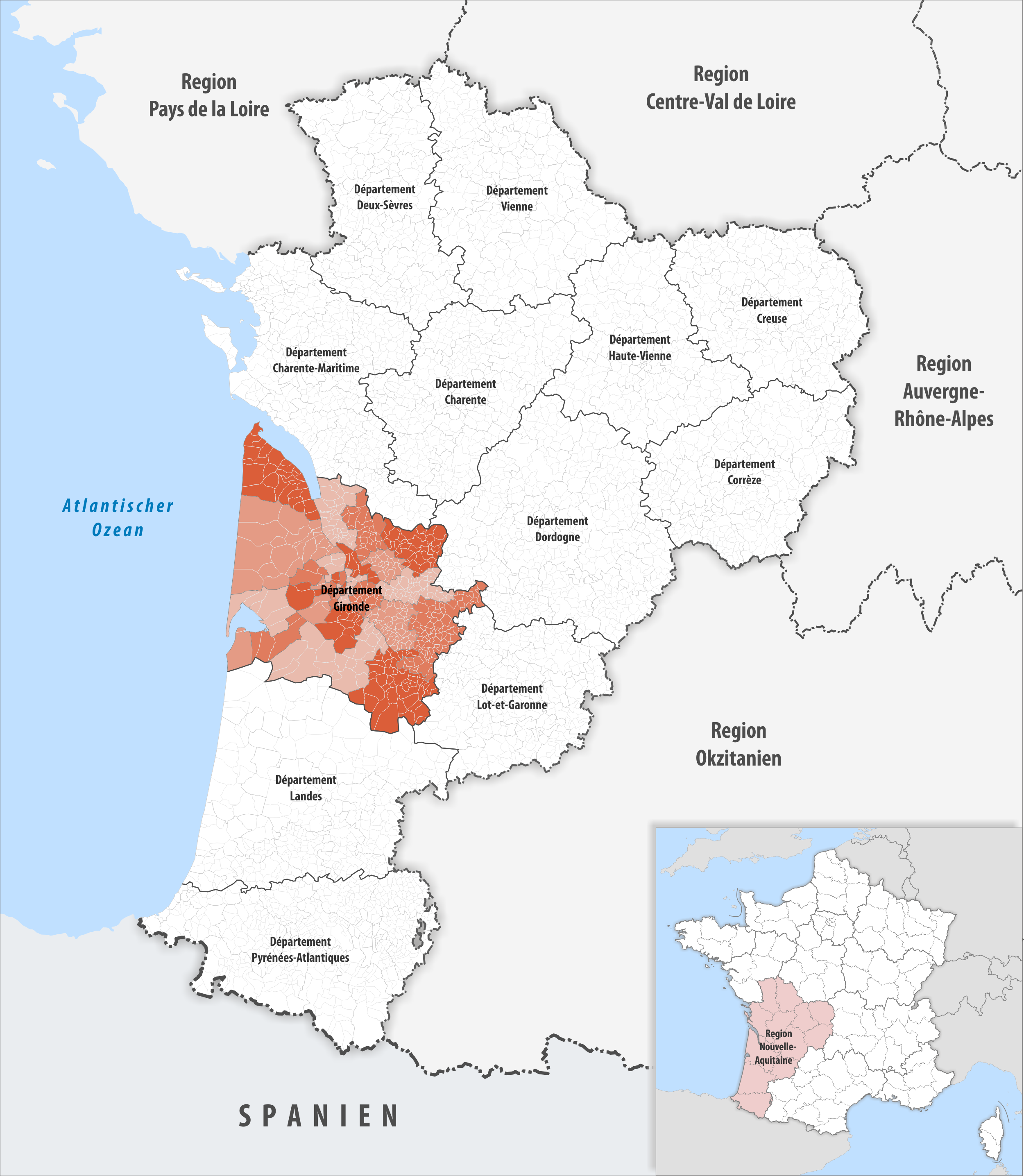
Lage des Départements Gironde in der Region Nouvelle-Aquitaine
Lage der Region Nouvelle-Aquitaine in Frankreich

## Liste
Bestand am 14. September 2022: 210
| Name deu / fra                                                                         | Gemeinde / Lage                             | Typ (Untertyp)          | Bemerkungen                                                                                                | Bild |
| -------------------------------------------------------------------------------------- | ------------------------------------------- | ----------------------- | --- | ---- |
| Schloss Agassac Château d'Agassac                                                      | Ludon-Médoc 44,967516° N, 0,608772° W       | Schloss                 | |      |
| Schloss Andorte Castel d'Andorte                                                       | Le Bouscat 44,865841° N, 0,6106° W          | Schloss                 | |      |
| Schloss Aney Château Aney                                                              | Cussac-Fort-Médoc 45,110362° N, 0,731149° W | Schloss                 | Weingut |      |
| Schloss L’Ange Château de l'Ange                                                       | Bouliac                                     | Schloss                 | Ruine, im August 1944 von den Deutschen beim Abzug zerstört                                                |      |
| Schloss Anglade Château d'Anglade                                                      | Izon                                        | Schloss                 | |      |
| Schloss Arbieu Château d'Arbieu                                                        | Bazas                                       | Schloss                 | |      |
| Schloss Ausone Chateau d'Ausone                                                        | Saint-Émilion                               | Schloss                 | |      |
| Schloss La Bachellerie Château de La Bachellerie                                       | Lormont                                     | Schloss                 | |      |
| Schloss Balac Château Balac                                                            | Saint-Laurent-Médoc                         | Schloss                 | |      |
| Schloss Barateau Château Barateau                                                      | Saint-Laurent-Médoc                         | Schloss                 | |      |
| Schloss Bavoliers Château Bavoliers                                                    | Saint-Christoly-de-Blaye                    | Schloss                 | |      |
| Schloss Beaugey Château Beaugey                                                        | Carignan-de-Bordeaux                        | Schloss                 | |      |
| Schloss Beaumont Château Beaumont                                                      | Bassens                                     | Schloss                 | |      |
| Schloss Beaumont Château Beaumont                                                      | Cussac-Fort-Médoc 45,108728° N, 0,744339° W | Schloss                 | Weingut |      |
| Schloss Beauséjour Château Beauséjour                                                  | Puisseguin                                  | Schloss                 | |      |
| Schloss Beauval Château de Beauval                                                     | Bassens                                     | Schloss                 | |      |
| Schloss Bel-Air Château de Bel-Air                                                     | Créon                                       | Schloss                 | |      |
| Schloss Belle-Grave Château Belle-Grave                                                | Saint-Laurent-Médoc                         | Schloss                 | |      |
| Burg Benauge Château de Benauge                                                        | Arbis                                       | Burg                    | |      |
| Schloss Bernone Château Bernone                                                        | Cussac-Fort-Médoc                           | Schloss                 | |      |
| Schloss Bernos Château de Bernos                                                       | Saint-Laurent-Médoc                         | Schloss                 | |      |
| Schloss Bertranon Château de Bertranon                                                 | Sainte-Croix-du-Mont                        | Schloss                 | |      |
| Schloss Beychevelle Château Beychevelle                                                | Saint-Julien-Beychevelle                    | Schloss                 | Weingut |      |
| Burg Blanquefort Château de Blanquefort                                                | Blanquefort                                 | Burg                    | Ruine |      |
| Zitadelle Blaye Citadelle de Blaye                                                     | Blaye                                       | Festung (Zitadelle)     | Zum Schutz des Hafens wurde im 17. Jahrhundert in Blaye eine Zitadelle errichtet.                          |      |
| Schloss Blissa Château Blissa                                                          | Bayon-sur-Gironde                           | Schloss                 | |      |
| Schloss Le Bois Fleuri Château le Bois-Fleuri                                          | Lormont                                     | Schloss                 | |      |
| Festes Haus Boisset Maison forte de Boisset                                            | Berson                                      | Schloss (Festes Haus)   | |      |
| Schloss Bone Château Bone                                                              | Gauriac                                     | Schloss                 | |      |
| Schloss Borie Château de Borie                                                         | Latresne                                    | Schloss                 | |      |
| Schloss Le Bouilh Château du Bouilh                                                    | Saint-André-de-Cubzac                       | Schloss                 | |      |
| Schloss Bouliac Château de Bouliac                                                     | Bouliac                                     | Schloss                 | |      |
| Schloss La Brède Château de La Brède                                                   | La Brède                                    | Schloss                 | Den Namen „Château de La Brède“ trägt auch ein Cru der Weinbauregion Graves.                               |      |
| Burg Budos Château de Budos                                                            | Budos                                       | Burg                    | Ruine |      |
| Schloss Cadaujac Château de Cadaujac                                                   | Cadaujac                                    | Schloss                 | |      |
| Schloss Cadillac Château de Cadillac                                                   | Cadillac                                    | Schloss                 | Herzogliches Schloss                                                                                       |      |
| Turm Camail Tour de Camail (Tour du Télégraphe)                                        | Tabanac                                     | Burg (Turm)             | Im 17. Jahrhundert erbaut und später als Telegrafenstation verwendet                                       |      |
| Schloss Camelon Château Camelon                                                        | Carignan-de-Bordeaux                        | Schloss                 | |      |
| Schloss Camiac Château de Camiac                                                       | Créon                                       | Schloss                 | |      |
| Schloss Canon Chateau Canon                                                            | Saint-Émilion                               | Schloss                 | Weingut |      |
| Schloss Carignan Château Carignan                                                      | Carignan-de-Bordeaux                        | Schloss                 | |      |
| Schloss Carmelet Château Carmelet                                                      | Tabanac                                     | Schloss                 | |      |
| Schloss Carnet Château Carnet                                                          | Saint-Laurent-Médoc                         | Schloss                 | |      |
| Schloss Carles Château de Carles                                                       | Saillans                                    | Schloss                 | |      |
| Schloss Casse Château de Casse                                                         | Latresne                                    | Schloss                 | |      |
| Schloss Castel-Lafon Château Castel-Lafon                                              | Carignan-de-Bordeaux                        | Schloss                 | |      |
| Schloss Castelnau Château de Castelnau                                                 | Castelnau-de-Médoc                          | Schloss                 | |      |
| Schloss Cazeau Château Cazeau                                                          | Saint-Paul                                  | Schloss                 | |      |
| Schloss Cazeneuve Château de Cazeneuve                                                 | Préchac                                     | Schloss                 | Ehemalige Residenz der Könige von Navarra, des französischen Königs Heinrich IV. und der Königin Margarete |      |
| Schloss La Chesnaye-Sainte-Gemme Château La Chesnaye-Sainte-Gemme                      | Cussac-Fort-Médoc                           | Schloss                 | |      |
| Schloss Cheval Blanc Chateau Cheval Blanc                                              | Saint-Émilion                               | Schloss                 | Weingut |      |
| Schloss Cholet Château Cholet                                                          | Blanquefort                                 | Schloss                 | |      |
| Schloss Citran Château Citran                                                          | Avensan                                     | Schloss                 | Weingut |      |
| Schloss La Clotte Chateau La Clotte                                                    | Saint-Émilion                               | Schloss                 | Weingut |      |
| Schloss Corcanac Château Corcanac                                                      | Saint-Laurent-Médoc                         | Schloss                 | |      |
| Schloss La Corderie Château de la Corderie                                             | Saint-Christoly-de-Blaye                    | Schloss                 | |      |
| Schloss Cottreau Château de Cottreau                                                   | Saint-Christoly-de-Blaye                    | Schloss                 | |      |
| Schloss Coulon Laurensac Château Coulon Laurensac                                      | Latresne                                    | Schloss                 | |      |
| Schloss Le Coureau Château du Coureau                                                  | Haux                                        | Schloss                 | |      |
| Herrenhaus Le Courros Maison noble du Courros                                          | Saint-Vincent-de-Pertignas                  | Schloss (Herrenhaus)    | |      |
| Burg Curton Château de Curton                                                          | Daignac                                     | Burg                    | |      |
| Schloss Deganne Château Deganne (Casino d'été)                                         | Arcachon                                    | Schloss                 | Heute ein Kasino                                                                                           |      |
| Schloss Dillon Château Dillon                                                          | Blanquefort                                 | Schloss                 | |      |
| Schloss Le Dragon Château du Dragon                                                    | Bouliac                                     | Schloss                 | |      |
| Schloss Dulamon Château de Dulamon                                                     | Blanquefort                                 | Schloss                 | |      |
| Schloss Les Ecarts Château des Ecarts                                                  | Berson                                      | Schloss                 | |      |
| Schloss Eck Château d'Eck                                                              | Cadaujac                                    | Schloss                 | Weingut |      |
| Schloss L'Ermitage Château de l'Ermitage                                               | Martillac                                   | Schloss                 | |      |
| Schloss Eyquem Château Eyquem                                                          | Bayon-sur-Gironde                           | Schloss                 | |      |
| Schloss Falfas Château Falfas                                                          | Bayon-sur-Gironde                           | Schloss                 | |      |
| Schloss Faugas Château Faugas                                                          | Gabarnac                                    | Schloss                 | |      |
| Schloss Figeac Château de Figeac                                                       | Saint-Émilion                               | Schloss                 | Weingut |      |
| Schloss Fleurenne Château de Fleurenne                                                 | Blanquefort                                 | Schloss                 | |      |
| Schloss Fombrauge Château Fombrauge                                                    | Saint-Christophe-des-Bardes                 | Schloss                 | |      |
| Schloss Fongravey Château de Fongravey                                                 | Blanquefort                                 | Schloss                 | |      |
| Schloss Le Foulon Château du Foulon                                                    | Castelnau-de-Médoc                          | Schloss                 | |      |
| Schloss Fouréau Château de Fouréau                                                     | Castelnau-de-Médoc                          | Schloss                 | |      |
| Schloss Freychaud Château Freychaud                                                    | Bouliac                                     | Schloss                 | |      |
| Schloss Génicart Château de Génicart                                                   | Lormont                                     | Schloss                 | |      |
| Schloss Giscours Château de Giscours                                                   | Labarde                                     | Schloss                 | |      |
| Schloss Glana Château de Glana                                                         | Saint-Julien-Beychevelle                    | Schloss                 | |      |
| Schloss Le Grand Moulin Château Le Grand Moulin                                        | Saint-Aubin-de-Blaye                        | Schloss                 | |      |
| Schloss Grattequina Château de Grattequina                                             | Blanquefort                                 | Schloss                 | |      |
| Schloss La Graulet Château de la Graulet (Château Grolet)                              | Saint-Ciers-de-Canesse                      | Schloss                 | Weingut |      |
| Schloss Gruaud Larose Château de Gruaud Larose                                         | Saint-Julien-Beychevelle                    | Schloss                 | |      |
| Schloss Guérin Château de Guérin                                                       | Bassens                                     | Schloss                 | |      |
| Schloss Guilleragues Château de Guilleragues                                           | Saint-Sulpice-de-Guilleragues               | Schloss                 | |      |
| Burg Le Hâ Château du Hâ                                                               | Bordeaux                                    | Burg                    | Burg zur Kontrolle von Bordeaux, von der nur geringe Teile erhalten sind.                                  |      |
| Schloss Le Hamel Château du Hamel                                                      | Saint-Vincent-de-Pertignas                  | Schloss                 | |      |
| Schloss Haut Peyrat Château Haut Peyrat                                                | Cambes                                      | Schloss                 | Weingut |      |
| Schloss Haute-Sage Château de Haute-Sage                                               | Haux                                        | Schloss                 | |      |
| Schloss L'Hironde Château de l'Hironde                                                 | Martillac                                   | Schloss                 | |      |
| Schloss Les Iris Château des Iris                                                      | Lormont                                     | Schloss                 | |      |
| Schloss Isabeau de Naujan Château Isabeau de Naujan                                    | Saint-Vincent-de-Pertignas                  | Schloss (Herrenhaus)    | |      |
| Schloss Lafite Rothschild Château Lafite Rothschild                                    | Pauillac                                    | Schloss                 | Weingut |      |
| Schloss Lagarosse Château Lagarosse                                                    | Tabanac                                     | Schloss                 | |      |
| Schloss Lagorce Château de Lagorce                                                     | Haux                                        | Schloss                 | |      |
| Schloss Lagrange Château de Lagrange                                                   | Blaye                                       | Schloss                 | |      |
| Schloss Lagrange Château de Lagrange                                                   | Saint-Julien-Beychevelle                    | Schloss                 | |      |
| Schloss Lamothe Château Lamothe                                                        | Cussac-Fort-Médoc                           | Schloss                 | |      |
| Schloss Lanessans Château Lanessans                                                    | Cussac-Fort-Médoc                           | Schloss                 | |      |
| Schloss Langoa Château de Langoa                                                       | Saint-Julien-Beychevelle                    | Schloss                 | |      |
| Burg Langoiran Château de Langoiran                                                    | Langoiran                                   | Burg                    | Ruine |      |
| Schloss Lantic Château de Lantic                                                       | Martillac                                   | Schloss                 | |      |
| Schloss Laroque Château Laroque                                                        | Saint-Christophe-des-Bardes                 | Schloss                 | |      |
| Schloss Larose-Perganson Château Larose-Perganson                                      | Saint-Laurent-Médoc                         | Schloss                 | |      |
| Schloss Larose-Trintaudon Château Larose-Trintaudon                                    | Saint-Laurent-Médoc                         | Schloss                 | |      |
| Schloss Latresne Château de Latresne                                                   | Latresne                                    | Schloss                 | |      |
| Schloss Les Laurets Château des Laurets                                                | Puisseguin                                  | Schloss                 | |      |
| Schloss Les Lauriers Château Les Lauriers                                              | Lormont                                     | Schloss                 | |      |
| Schloss Lavergne Château Lavergne                                                      | Bouliac                                     | Schloss                 | |      |
| Schloss Lescombes Château Lescombes                                                    | Eysines                                     | Schloss                 | |      |
| Schloss Lormont Château de Lormont (Château du Prince Noir)                            | Lormont                                     | Schloss                 | Mit Zubauten aus dem 19. Jahrhundert                                                                       |      |
| Schloss Lubert-Chaperon Château Lubert-Chaperon                                        | Bouliac                                     | Schloss                 | |      |
| Schloss Lussac Château de Lussac                                                       | Lussac                                      | Schloss                 | Weingut |      |
| Schloss Macanan Château Macanan                                                        | Bouliac                                     | Schloss                 | |      |
| Schloss Macau Château de Macau                                                         | Tauriac                                     | Schloss                 | |      |
| Schloss Maillé Château Maillé                                                          | Carignan-de-Bordeaux                        | Schloss                 | |      |
| Schloss Malherbes Château de Malherbes                                                 | Latresne                                    | Schloss                 | Weingut |      |
| Schloss Malle Château de Malle                                                         | Preignac                                    | Schloss                 | |      |
| Schloss Malleret Château de Malleret                                                   | Cadaujac                                    | Schloss                 | |      |
| Schloss Malromé Château Malromé                                                        | Saint-André-du-Bois                         | Schloss                 | Haus der Familie des Malers Henri de Toulouse-Lautrec                                                      |      |
| Schloss Margaux Château Margaux                                                        | Margaux                                     | Schloss                 | Weingut |      |
| Schloss Maurian Château de Maurian                                                     | Blanquefort                                 | Schloss                 | |      |
| Fort Médoc                                                                             | Cussac-Fort-Médoc                           | Festung                 | |      |
| Schloss Meyre Château de Meyre                                                         | Avensan                                     | Schloss                 | Weingut |      |
| Schloss Monbadon Château de Monbadon                                                   | Puisseguin                                  | Schloss                 | |      |
| Schloss Mongenan Château de Mongenan                                                   | Portets                                     | Schloss                 | |      |
| Schloss Monjouan Château Monjouan                                                      | Bouliac                                     | Schloss                 | |      |
| Schloss Morin Château de Morin                                                         | Bassens                                     | Schloss                 | |      |
| Schloss Morisseau Château de Morisseau                                                 | Saint-Christoly-de-Blaye                    | Schloss                 | |      |
| Schloss La Mothe-Gajac Château de la Mothe-Gajac                                       | Saint-Médard-en-Jalles                      | Schloss                 | |      |
| Schloss Mouquet Château Mouquet                                                        | Créon                                       | Schloss                 | |      |
| Schloss Mouton Rothschild Château Mouton Rothschild                                    | Pauillac                                    | Schloss                 | Weingut |      |
| Schloss Nouchet Château de Nouchet                                                     | Martillac                                   | Schloss                 | |      |
| Schloss Pape Clément Château Pape Clément                                              | Pessac                                      | Schloss                 | Weingut |      |
| Fort Paté                                                                              | Blaye                                       | Festung                 | |      |
| Schloss Peixotto Château de Peixotto                                                   | Talence                                     | Schloss                 | |      |
| Schloss Pèrenne Château Pérenne                                                        | Blaye                                       | Schloss                 | |      |
| Schloss Pervenche Château Pervenche                                                    | Bouliac                                     | Schloss                 | |      |
| Schloss Peybonhomme Château de Peybonhomme                                             | Blaye                                       | Schloss                 | |      |
| Schloss Peychotte Château Peychotte (Maison carrée d'Arlac)                            | Mérignac                                    | Schloss (Herrenhaus)    | |      |
| Schloss Peymens Château Peymens                                                        | Cussac-Fort-Médoc                           | Schloss                 | |      |
| Schloss Le Piat Château Le Piat                                                        | Tauriac                                     | Schloss                 | |      |
| Schloss Pichon Château Pichon                                                          | Parempuyre                                  | Schloss                 | |      |
| Schloss Pichon-Longueville Château Pichon-Longueville                                  | Pauillac                                    | Schloss                 | |      |
| Schloss Le Pilet Château du Pilet                                                      | Cavignac                                    | Schloss                 | |      |
| Schloss Pinguet Château Pinguet                                                        | Budos                                       | Schloss                 | |      |
| Schloss Pitray Château de Pitray                                                       | Gardegan-et-Tourtirac                       | Schloss                 | |      |
| Schloss Pomerol Château de Pomerol                                                     | Bassens                                     | Schloss                 | |      |
| Schloss Pommiers Château de Pommiers                                                   | Vérac                                       | Schloss                 | |      |
| Schloss Pontet d’Eyrans Château Pontet d'Eyrans                                        | Blaye                                       | Schloss                 | |      |
| Schloss Le Poton Château du Poton                                                      | Berson                                      | Schloss                 | |      |
| Burg Preyssac Château de Preyssac                                                      | Daignac                                     | Burg                    | |      |
| Schloss Prieuré Château de Prieuré                                                     | Blaye                                       | Schloss                 | |      |
| Schloss La Providence Château de la Providence                                         | Mongauzy                                    | Schloss                 | |      |
| Schloss La Providence Château La Providence                                            | Tabanac                                     | Schloss                 | |      |
| Schloss Puisseguin Château de Puisseguin                                               | Puisseguin                                  | Schloss                 | |      |
| Schloss Puy Castéra Château Puy Castéra                                                | Cissac-Médoc                                | Schloss                 | Weingut |      |
| Schloss Puyastruc Château Puyastruc                                                    | Blanquefort                                 | Schloss                 | |      |
| Schloss Puynard Château Puynard                                                        | Berson                                      | Schloss                 | |      |
| Burg Les Quat’Sos Château des Quat'Sos                                                 | La Réole                                    | Burg                    | |      |
| Burg Rauzan Château de Rauzan                                                          | Rauzan                                      | Burg                    | Ruine |      |
| Schloss Rebouquet Château de Rebouquet                                                 | Berson                                      | Schloss                 | |      |
| Schloss Renon Château de Renon                                                         | Tabanac                                     | Schloss                 | |      |
| Schloss Rivalan Château Rivalan                                                        | Créon                                       | Schloss                 | |      |
| Schloss La Rivière Château de La Rivière                                               | La Rivière                                  | Schloss                 | |      |
| Schloss Robert Château Robert                                                          | Tauriac                                     | Schloss                 | |      |
| Schloss Rochemorin Château de Rochemorin                                               | Martillac                                   | Schloss                 | Weingut, erbaut im 15./16. Jahrhundert                                                                     |      |
| Schloss Les Rochers Château des Rochers                                                | Preignac                                    | Schloss                 | Weingut |      |
| Burg Le Roi Château du Roi (Tour du Roy)                                               | Saint-Émilion                               | Burg (Donjon)           | |      |
| Schloss Romefort Château de Romefort                                                   | Avensan                                     | Schloss                 | Ruine |      |
| Burg Roquetaillade Château de Roquetaillade                                            | Mazères                                     | Burg                    | |      |
| Schloss Roqueys Château Roqueys                                                        | Carignan-de-Bordeaux                        | Schloss                 | |      |
| Schloss Rousselle Château Rousselle                                                    | Saint-Ciers-de-Canesse                      | Schloss                 | |      |
| Burg Les Rudel Château des Rudel                                                       | Blaye                                       | Burg                    | Ruine |      |
| Schloss Saige Château de Saige                                                         | Cadaujac                                    | Schloss                 | |      |
| Schloss Saint-Ahon Château de Saint-Ahon                                               | Blanquefort                                 | Schloss                 | |      |
| Schloss Saint-Augustin Château de Saint-Augustin                                       | Martillac                                   | Schloss                 | |      |
| Bischofspalast Saint-Émilion Palais des Archevêques de Saint-Émilion (Palais Cardinal) | Saint-Émilion                               | Schloss (Palais)        | Ruine |      |
| Burg Saint-Émilion Château de Saint-Émilion                                            | Saint-Émilion                               | Burg (Stadtbefestigung) | Teilweise erhalten                                                                                         |      |
| Schloss Saint-Genès Château de Saint-Genès                                             | Avensan                                     | Schloss                 | Ruine |      |
| Schloss Saint-Georges Château Saint-Georges                                            | Montagne                                    | Schloss                 | Weingut |      |
| Schloss Saint-Pierre Château de Saint-Pierre                                           | Saint-Julien-Beychevelle                    | Schloss                 | |      |
| Schloss Saugeron Château Saugeron                                                      | Blaye                                       | Schloss                 | |      |
| Schloss Segonzac Château Ségonzac                                                      | Blaye                                       | Schloss                 | |      |
| Schloss Séguinaud Château de Séguinaud                                                 | Bassens                                     | Schloss                 | |      |
| Burg Sémignan Château de Sémignan                                                      | Saint-Laurent-Médoc                         | Burg                    | |      |
| Schloss Sentout Château de Sentout                                                     | Tabanac                                     | Schloss                 | |      |
| Schloss La Serre Chateau La Serre                                                      | Saint-Émilion                               | Schloss                 | Weingut |      |
| Schloss Soutard Chateau Soutard                                                        | Saint-Émilion                               | Schloss                 | Weingut |      |
| Schloss Suduiraut Château Suduiraut                                                    | Preignac                                    | Schloss                 | |      |
| Schloss Le Taillan Château du Taillan (Château de la Dame Blanche)                     | Taillan-Médoc                               | Schloss                 | |      |
| Schloss Le Talbot Château du Talbot                                                    | Saint-Julien-Beychevelle                    | Schloss                 | |      |
| Schloss Le Tanaïs Château du Tanaïs                                                    | Blanquefort                                 | Schloss                 | |      |
| Schloss Tastes Château de Tastes                                                       | Sainte-Croix-du-Mont                        | Schloss                 | Heute das Rathaus (Mairie)                                                                                 |      |
| Schloss Le Tau Château du Tau                                                          | Gauriac                                     | Schloss                 | |      |
| Schloss Tayac Château Tayac                                                            | Bayon-sur-Gironde                           | Schloss                 | |      |
| Schloss Terrefort Château Terrefort                                                    | Bouliac                                     | Schloss                 | |      |
| Schloss Thouars Château de Thouars                                                     | Talence                                     | Schloss                 | |      |
| Schloss La Tour Carnet Château La Tour Carnet                                          | Saint-Laurent-Médoc                         | Schloss                 | |      |
| Schloss La Tour Sieujean Château La Tour Sieujean                                      | Saint-Laurent-Médoc                         | Schloss                 | |      |
| Schloss Les Tours Château des Tours                                                    | Le Bouscat                                  | Schloss                 | |      |
| Burg La Trave Château de la Trave                                                      | Préchac                                     | Burg                    | Ruine |      |
| Burg Trompette Château Trompette                                                       | Bordeaux                                    | Burg                    | Abgegangen                                                                                                 |      |
| Schloss Tujean Château de Tujean                                                       | Blanquefort                                 | Schloss                 | |      |
| Schloss Vayres Château de Vayres                                                       | Vayres                                      | Schloss                 | |      |
| Burg Veyrines Tour de Veyrines                                                         | Mérignac                                    | Burg (Turm)             | Nur der Donjon ist erhalten                                                                                |      |
| Schloss Vialle Château de Vialle                                                       | Bouliac                                     | Schloss                 | |      |
| Burg Villandraut Château de Villandraut                                                | Villandraut                                 | Burg                    | Ruine |      |